# Modri z Vzhoda
Modri z Vzhoda, ljudsko znani kot sveti trije kralji ali trije modreci, so bili svečeniki, ki so iz Starega Vzhoda pripotovali v Judejo, da bi se poklonili novorojencu Jezusu kot napovedanemu judovskemu kralju. Omenjeni so v Evangeliju po Mateju v sklopu kratke zgodbe o Jezusovem rojstvu, ki določnejših podatkov o njihovih imenih, številu in kraju izvora ne navaja (Mt 2).

## Svečeniki
V evangeliju so modri izvirno grško imenovani μάγοι magoï, ki je množinska oblika samostalnika mάγος magos v pomenu svečenik ali duhovnik. Beseda je v medijsko-perzijskem svetu pomenila svečenika, ki se je ukvarjal z raznovrstnimi znanstvenimi in duhovnimi veščinami kot so preučevanje časov (koledar) oziroma prihodnosti, opazovanje zvezd (astrologija), razlaganje dogodkov, sanj, vedeževanje, čaranje, urokovanje in podobno. V slovenskih prevodih Svetega pisma so magoi vedno prevedeni kot modri, razen Prevod Novi svet Jehovovih prič uporablja besedo astrologi. Funkcija tovrstnih svečenikov je v Stari zavezi omenjena že v Danielovi knjigi, ki jih navaja kot veščake, ki so morali biti babilonskemu kralju Nebukadnezarju II. vsak trenutek na razpolago za državne zadeve. Daniel jih konkretno omenja v zvezi z razlago dveh kraljevih sanj (Dan 2, Dan 4) in razlago ene prikazni (Dan 5).

## Evangeljska pripoved
Modri z Vzhoda so po evangeljski pripovedi v svoji domovini med opazovanjem zvezd opazili vziti zvezdo novega judovskega kralja. Z namenom poklonitve so se odpravili na večtedensko (morda večmesečno) pot v Judejo, kjer so spraševali naokrog o dojenčku, kje se nahaja. To je prišlo na ušesa tudi judovskemu kralju Herodu Velikemu, ki je bil znan kot velik bojazljivec, ki se je bal vsakršnih morebitnih pretendentov za prestol. Nemudoma je sklical vse velike duhovnike in teologe, da bi mu povedali, kaj o kraju rojstva maziljenca piše v Svetem pismu. Ti so mu odgovorili, da je kot njegov rojstni kraj napovedan Betlehem. Herod je nato poklical k sebi modre z Vzhoda, da bi pri njih izvedel še za čas rojstva. Ko so mu natančno vse razložili, jih je poslal poiskat dojenčka rekoč, naj mu nato pridejo poročat, da se mu bo šel tudi on poklonit. S to lažjo jim je prikril svoj pravi namen, da bi šel novorojenega kralja ubit. Modri so dete tudi našli in sicer s pomočjo zvezde, ki jih je vodila do Jezusovega kraja. Po poklonitvi in podaritvi daril pa se niso vrnili k Herodu, saj so bili v sanjah tako opomnjeni. Domov so šli po drugi poti. Tudi Jožef, Jezusov krušni oče, je bil v sanjah opomnjen, kaj namerava Herod, zato je še ponoči z družino pobegnil v Egipt. Dejstvo, da so se mu modri izneverili, je Heroda tako razkačilo, da je šel in dal v Betlehemu in okolici pobiti vse dojenčke do starosti dveh let, v skladu s časom rojstva maziljenca, ki ga je zvedel od modrih. Jožef se je z družino vrnil v domovino šele, ko je bil v sanjah opomnjen, da je Herod umrl.

## Trije kralji
Iz podatkov o »trojnih« darovih zlata, kadila in mire (Mt 2,11) se je med kristjani prijela tradicionalna razlaga, da je šlo za tri osebe, vsaka s svojim darom. Legendarno se imenujejo Gašper (Kaspar), Miha (Melhior) in Boltežar (Baltasar). Za same darove teologija razlaga, da imajo posamično tri simbolne pomene: sveto kadilo Jezusu kot Bogu, zlato kot kralju in plemenito miro kot človeku. Da gre za kralje, je prišlo v izročilo najverjetneje v povezavi s Psalmom 72, ki govori o obljubljenem kralju:
/.../ Pred njim se bodo pripogibali prebivalci puščave, v prahu se mu bodo klanjali njegovi sovražniki. Kralji iz Taršíša in z otokov mu bodo plačevali davek. Kralji iz Sabe in Sebe mu bodo izročali darove. Vsi kralji se mu bodo klanjali, vsi narodi mu bodo služili. /.../ Naj živi in naj mu dajejo zlato iz Sabe; zanj bo vedno kdo moli, ves dan ga bo blagoslavljal (Ps 72,9-11.15).

## Češčenje
Po smrti modrih z Vzhoda so njihove relikvije odnesli v Konstantinopel, po tem ko jih je našla sveta Helena. Od tam so bile kasneje prestavljene v Milano in končno v Köln v tamkajšnjo stolnico, kjer so še danes.
Miha je zaščitnik popotnikov in Svetega dneva mladih, Boltežar bolnih za epilepsijo. Praznik slavijo 6. januarja in je zapovedan krščanski praznik. S tem praznikom se končujejo božični običaji.
Betlehemski otroci veljajo v krščanstvu za prve krščanske svetnike in hkrati tudi mučence, saj so bili prvi, ki so umrli za Jezusa. Godujejo 28. decembra, v koledarju svetnikov pa so navedeni kot nedolžni otroci.